# Radio Odlar Yurdu
Radio Odlar Yurdu fue una emisora de radio comunitaria de Azerbaiyán.

## Historia
La emisora, sustentada por voluntarios, salía al aire todos los sábados entre las 16 y 17 horas, y estuvo en funcionamiento desde noviembre de 2000 hasta enero de 2010.
Según su web, disponible en azerí e inglés, sus emisiones eran de carácter cultural y educativo, con el objetivo de promocionar la cultura de Azerbaiyán, incrementar la comunicación entre azeríes.